# Valle bajo del Awash
El valle bajo del Awash fue declarado Patrimonio de la Humanidad en 1980. Se trata de uno de los conjuntos de yacimientos paleontológicos más importantes de África. Está situado en el valle del río Awash (o Aouache), en la región de Afar, en Etiopía.

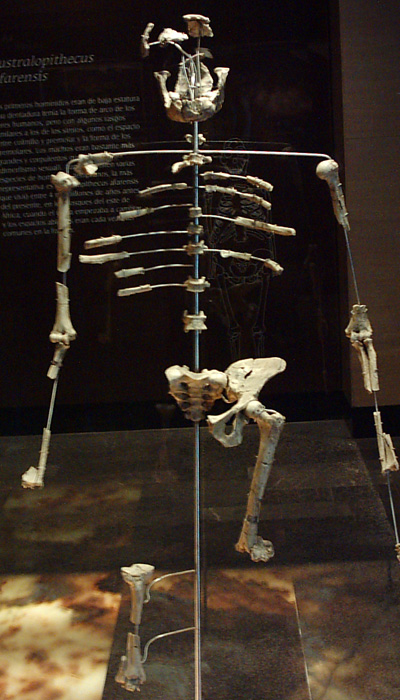
Réplica exacta de un esqueleto de un Australopithecus afarensis en el Museo Nacional de Antropología de la Ciudad de México.

Contiene restos de homínidos de hasta cuatro millones de años de antigüedad. El descubrimiento más espectacular fue el de Lucy, el primer esqueleto, y el más completo, de la especie Australopithecus afarensis.